# Floresjunglevliegenvanger
De floresjunglevliegenvanger (Eumyias oscillans; synoniemen: Cyornis oscillans en Rhinomyias oscillans) is een zangvogel uit de familie Muscicapidae (vliegenvangers). De vogel werd in 1897 door  Ernst Hartert geldig beschreven als Microeca oscillans.

## Kenmerken
Deze vliegenvanger is 13,5 tot 14 cm lang. Het is een onopvallende vogel, van boven donker grijsbruin, met een vrij donker gekleurde kop. De borst is donkergrijs en wordt geleidelijk lichter grijs op de buik.

## Verspreiding en leefgebied
Deze soort is endemisch op de Kleine Soenda-eilanden en komt voor op de eilanden Soembawa en Flores. De leefgebieden liggen in natuurlijk tropisch bos en secundair bos op 300 tot op 1500 meter boven zeeniveau.